# Allophyes benedictina
Allophyes benedictina är en fjärilsart som beskrevs av Otto Staudinger 1891. Allophyes benedictina ingår i släktet Allophyes och familjen nattflyn. Inga underarter finns listade i Catalogue of Life.